# Josiane Tanzilli
Josiane Tanzilli (Ravenna, 28 novembre 1950) è un'attrice italiana.

## Biografia
Attrice di teatro e cantante fra la fine degli anni sessanta e l'inizio degli anni settanta, venne scelta da Federico Fellini per la parte della "Volpina" in Amarcord (1973). In un articolo sul film Number One, Josiane Tanzilli è stata annunciata come "Josiane Mariet". Nel film, interpreta Deborah Garned, la controfigura cinematografica della modella di ruolo della vita reale Talitha Pol, morta di overdose, sdraiata nuda su un letto all'inizio.
Fu attiva anche nei fotoromanzi del gruppo Sogno, come protagonista a fianco di attori quali Carlo Giordana e altri.
La carriera nel cinema durò soltanto pochi anni, terminando con un altro ruolo felliniano ne La città delle donne (1980). Successivamente lavorò per qualche tempo in televisione.

## Filmografia
- Sartana nella valle degli avvoltoi, regia di Roberto Mauri (1970)
- Pussycat, Pussycat... ti amo (Pussycat, Pussycat, I Love You), regia di Rod Amateau (1970)
- Spirito Santo e le 5 magnifiche canaglie, regia di Roberto Mauri (1972)
- La bella Antonia, prima monica e poi dimonia, regia di Mariano Laurenti (1972)
- Beffe, licenzie et amori del Decamerone segreto, regia di Giuseppe Vari (1972)
- Film d'amore e d'anarchia - Ovvero "Stamattina alle 10 in via dei Fiori nella nota casa di tolleranza...", regia di Lina Wertmüller (1973)
- Amarcord, regia di Federico Fellini (1973)
- Number One, regia di Gianni Buffardi (1973)
- Il domestico, regia di Luigi Filippo D'Amico (1974)
- Codice 215: Valparaiso non risponde (Il pleut sur Santiago, lett. "Piove su Santiago"), regia di Helvio Soto (1976)
- Spell (Dolce mattatoio), regia di Alberto Cavallone (1977)
- La città delle donne, regia di Federico Fellini (1980)

### Doppiatrici
- Serena Verdirosi in La bella Antonia, prima monica e poi dimonia